# Erica retorta
Erica retorta là một loài thực vật có hoa trong họ Thạch nam. Loài này được L.f. mô tả khoa học đầu tiên năm 1782.